# Turmrestaurant

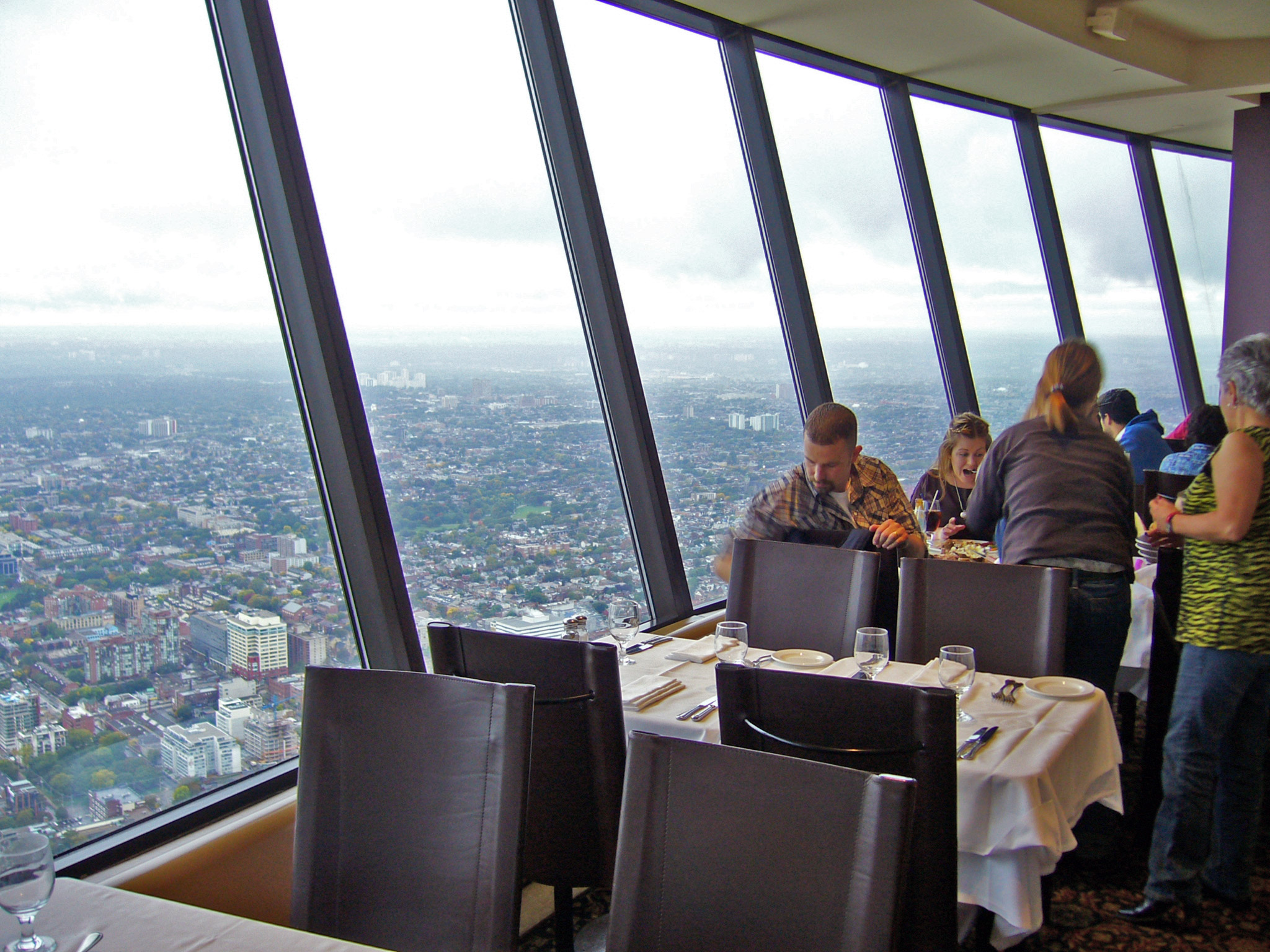
Turmrestaurant im CN Tower in Toronto

Ein Turmrestaurant ist ein auf einem Turm oder Wolkenkratzer befindliches Restaurant, welches im Regelfall über einen Aufzug zugänglich ist. Turmrestaurants werden so ausgelegt, dass der Gast beim Einnehmen seiner Mahlzeit und seiner Getränke das Panorama genießen kann. In zahlreichen Türmen wurden Turmrestaurants drehbar gelagert und werden mit Hilfe eines Antriebs um die Turmachse gedreht (Drehrestaurant).
In Deutschland sind bekannte Turmrestaurants auf dem Berliner Fernsehturm, dem Rheinturm in Düsseldorf oder dem Olympiaturm in München – jeweils als Drehrestaurant errichtet. In vielen Städten wie in Köln, Frankfurt am Main, Nürnberg oder Hamburg wurde jedoch der Restaurationsbetrieb wieder geschlossen. In diesen Fällen sind die Türme auch nicht mehr für die Öffentlichkeit zugänglich. Eine Besonderheit stellt das Turmrestaurant Steglitz („Bierpinsel“) in Berlin dar, dessen einzige Funktion die (seit 2006 ungenutzten) Gastronomielokale auf drei Etagen sind.
In Österreich verfügt der Donauturm über zwei als Drehrestaurant ausgeführte Turmrestaurants. Ein weiteres Turmrestaurant befindet sich auf der Bergiselschanze am Sprungturm.
In weiteren Ländern gibt es Turmrestaurants auf den meisten größeren Türmen mit einem Besucherbereich, wie zum Beispiel auf dem Aussichtsturm Näsinneula in Tampere, dem Eiffelturm in Paris, dem Kaknästurm in Stockholm, dem Fernsehturm Ostankino in Moskau oder auf dem CN Tower in Toronto.
Ein Turmrestaurant kann auch auf einer anderen Konstruktion untergebracht sein. So trägt der Pylon der Neuen Donaubrücke in Bratislava in 84,6 Metern Höhe ein Restaurant.